# Soyou
Kang Ji-hyun (hangul: 강지현), mer känd under artistnamnet Soyou (hangul: 소유), född 12 februari 1992 i Jeju, är en sydkoreansk sångerska.
Hon var tidigare medlem i den sydkoreanska tjejgruppen Sistar från gruppens debut 2010 till upplösningen 2017.

## Diskografi

### Singlar
| År   | Titel                                                | Topplacering          |
| År   | Titel                                                | Sydkorea (Gaon Chart) |
| ---- | ---------------------------------------------------- | --------------------- |
| 2012 | "Officially Missing You, Too" (med Geeks)            | 2                     |
| 2012 | "White Love" (med K.Will & Jeongmin)                 | 6                     |
| 2013 | "Goodbye" (med Hong Dae-kwang)                       | 10                    |
| 2013 | "Stupid in Love" (med Mad Clown)                     | 1                     |
| 2014 | "Some" (med Junggigo)                                | 1                     |
| 2014 | "The Space Between" (med Kwon Sun-il & Park Yong-in) | 2                     |
| 2015 | "Pillow" (med Giriboy ft. Kihyun)                    | 5                     |
| 2015 | "Lean on Me" (med Kwon Jeong-yeol)                   | 2                     |
| 2016 | "Runnin'" (med Henry) SM Station                     | —                     |
| 2016 | "Love Is One More Than Farewell" (med Junggigo)      | 28                    |
| 2017 | "Rain" (med Baekhyun)                                | 2                     |
| 2017 | "Perfect" (med Letter Flow)                          | —                     |

### Soundtrack
| År   | Titel                                | Topplacering          | Serie                              |
| År   | Titel                                | Sydkorea (Gaon Chart) | Serie                              |
| ---- | ------------------------------------ | --------------------- | ---------------------------------- |
| 2010 | "It's Okay" (med Woo)                | —                     | Gloria                             |
| 2010 | "Should I Confess"                   | —                     | Playful Kiss                       |
| 2014 | "Once More"                          | 10                    | Empress Ki                         |
| 2014 | "Diamond"                            | —                     | The Snow Queen 2                   |
| 2015 | "You Don't Know Me" (med Brother Su) | 4                     | She Was Pretty                     |
| 2016 | "Tell Me"                            | 41                    | Lucky Romance                      |
| 2016 | "No Sleep" (med Yoo Seung-woo)       | 5                     | Love in the Moonlight              |
| 2016 | "I Miss You"                         | 5                     | Guardian: The Lonely and Great God |